# Molophilus drepanucha
Molophilus drepanucha är en tvåvingeart som beskrevs av Alexander 1929. Molophilus drepanucha ingår i släktet Molophilus och familjen småharkrankar. Inga underarter finns listade i Catalogue of Life.